# Blitar
Blitar este un oraș din Indonezia.